# Ipomoea asarifolia
Espèce
Ipomoea asarifolia est une espèce de plantes dicotylédones de la famille des Convolvulaceae, tribu des Ipomoeeae, originaire des régions tropicale d'Afrique, d'Amérique et  d'Asie.
C'est une plante herbacée vivace aux tiges minces volubiles, et aux fleurs à corolle rouge-poupre en forme d'entonnoir, qui ressemble beaucoup par le port à Ipomoea pes-caprae. Les feuilles sont parfois consommées cuites comme un légume vert, toutefois cette plante doit être consommée avec prudence compte tenu des risques de toxicité. En Afrique, elle est utilisée en médecine traditionnelle pour traiter diverses affections.

## Toxicité
Dans le nord-est du Brésil, de nombreux cas d'intoxication ont été signalés chez les  chèvres, les moutons et les bovins qui avaient brouté des plants sauvages d’Ipomoea asarifolia, en particulier pendant les périodes de sécheresse lorsque l'herbe se fait rare. Cette intoxication se caractérise cliniquement par une légère dépression, une somnolence, de faibles tremblements des muscles de la tête et du cou ou un discret hochement de tête après un exercice, un manque grave de coordination des mouvements, une instabilité en position debout, une hypermétrie et des risques de chute.
Selon une étude brésilienne de 2011, l’un des principes toxiques d’Ipomoea asarifolia est une lectine de liaison à l'acide sialique présente dans les feuilles.
En Afrique, des cas de diarrhée ont été signalés chez des chevaux qui avaient accidentellement brouté cette espèce, ainsi que des cas de folie et de mort chez des chameaux. Cependant, des chameaux en consomment au Sénégal et des moutons en mangent parfois en Mauritanie en petites quantités. 

## Synonymes
Selon The Plant List (3 novembre 2019) :
- Convolvulus asarifolius Desr. (basionyme)
- Ipomoea pes-caprae var. heterosepala Chodat & Hassl.
- Ipomoea urbica Choisy